# Vaterunser-Kapelle (Buchenbach)

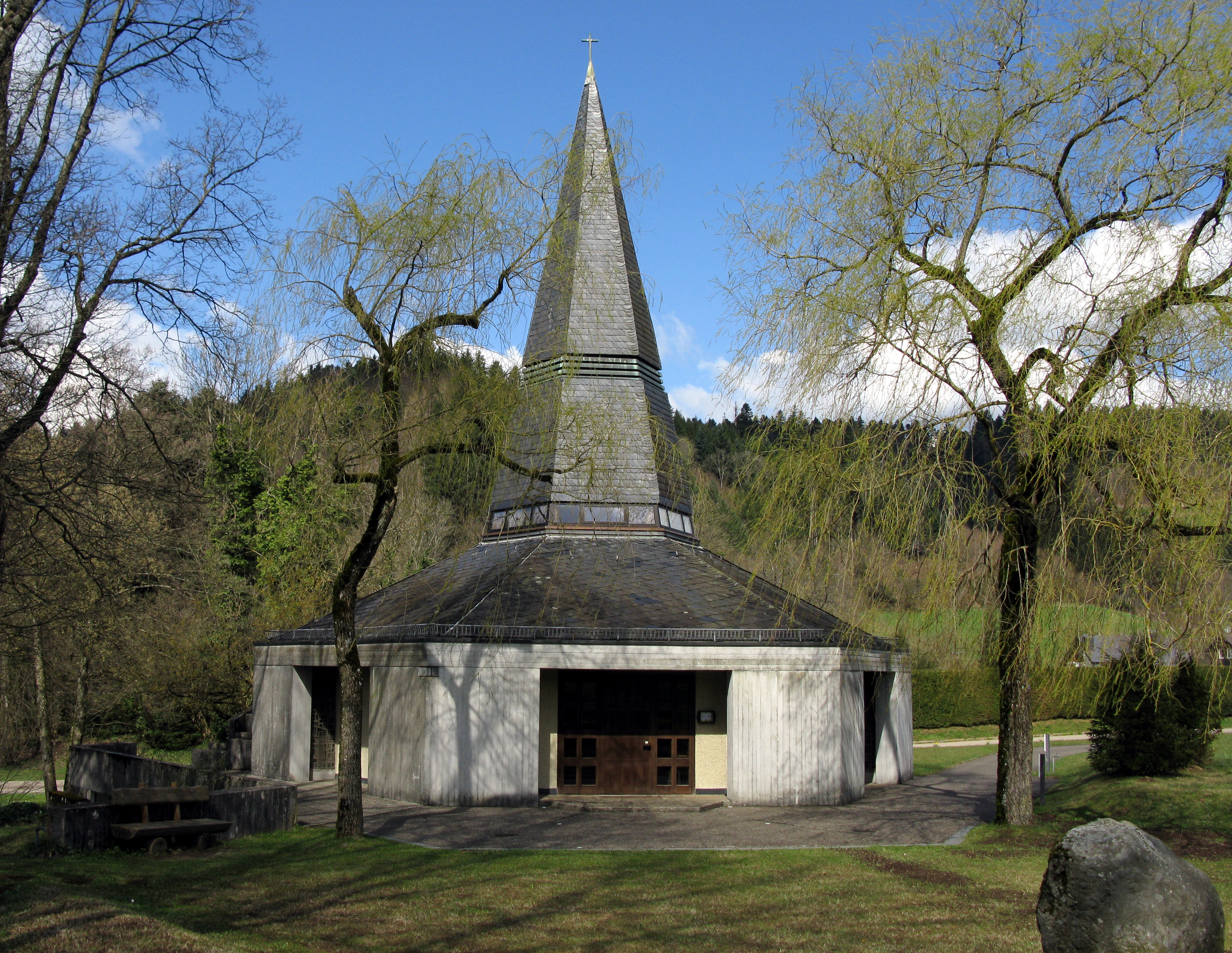
Vaterunser-Kapelle

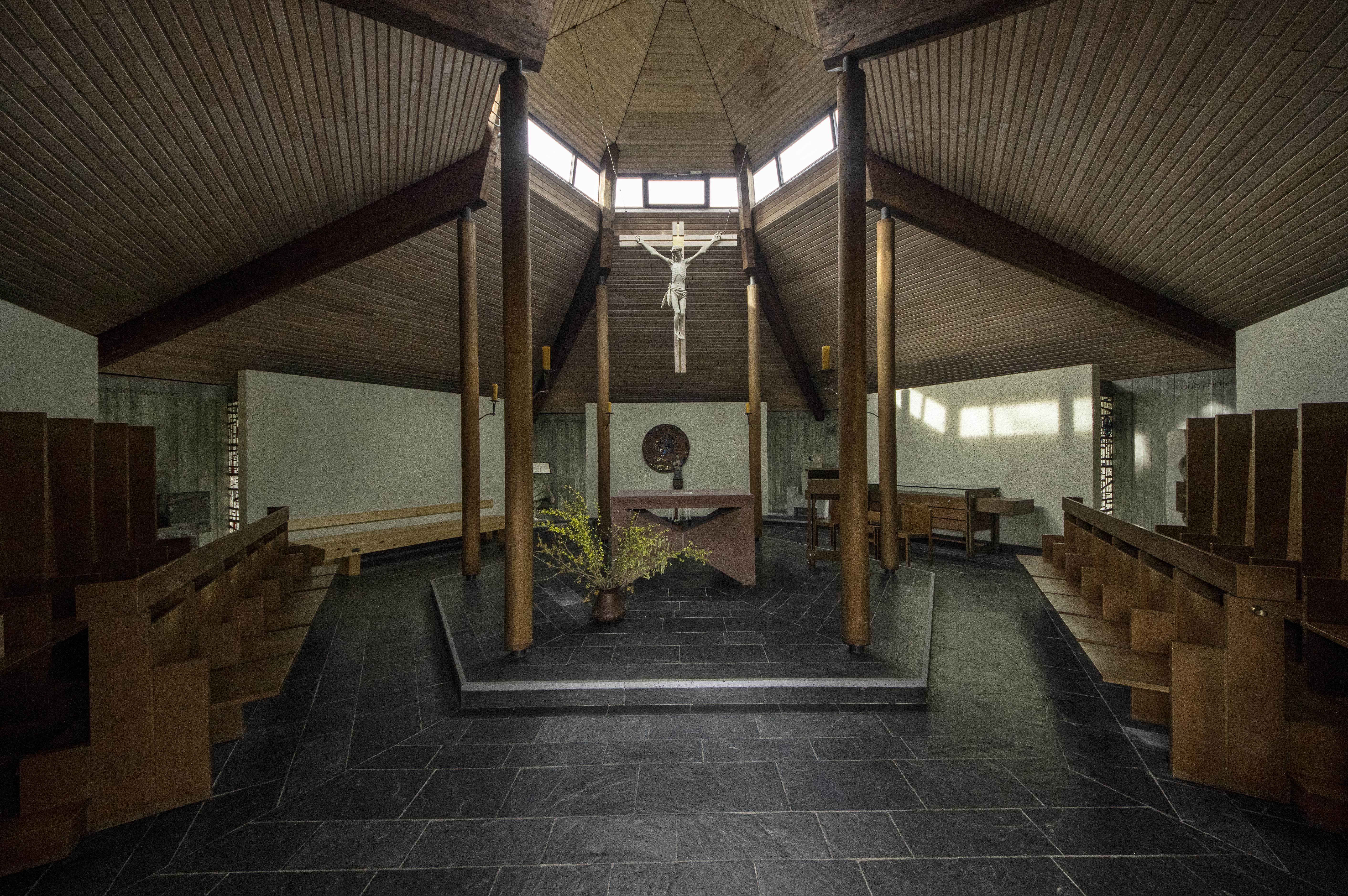
Innenraum

Die Vaterunser-Kapelle im Buchenbacher Ortsteil Unteribental im Landkreis Breisgau-Hochschwarzwald ist eine römisch-katholische Privatkapelle. Sie wurde 1967/68 von dem Verleger Theophil Herder-Dorneich und dessen Frau Elisabeth geb. Herder nach einer eigenen Idee erbaut. Die Pläne entwarf der Karlsruher Architekt Werner Groh. Liturgisch untersteht sie der Zuständigkeit der Pfarrei St. Blasius in Buchenbach.
Der Kapelle wurde von der Denkmalstiftung Baden-Württemberg zum Denkmal des Monats Dezember 2019 ernannt.

## Architektur und Ausstattung
Die Gestaltungsidee der Kapelle verknüpft die sieben Bitten des Vaterunser mit den sechs bzw. sieben Schöpfungstagen und den vier Elementen. Dementsprechend ist sie als Sechseck mit flachem Zeltdach, einer Jurte ähnlich, konzipiert, über dem sich mittig eine 18 Meter hohe sechseckige, turmartige Spitze erhebt, an deren unterem Rand ein Fensterband für gute Tageslichtbeleuchtung des Kircheninnern sorgt. Auf etwa halber Höhe dienen waagerechte Schlitze als Schallöffnungen für die Glocke, die von Mitarbeiterinnen und Mitarbeitern des Herderverlags gestiftet worden war.

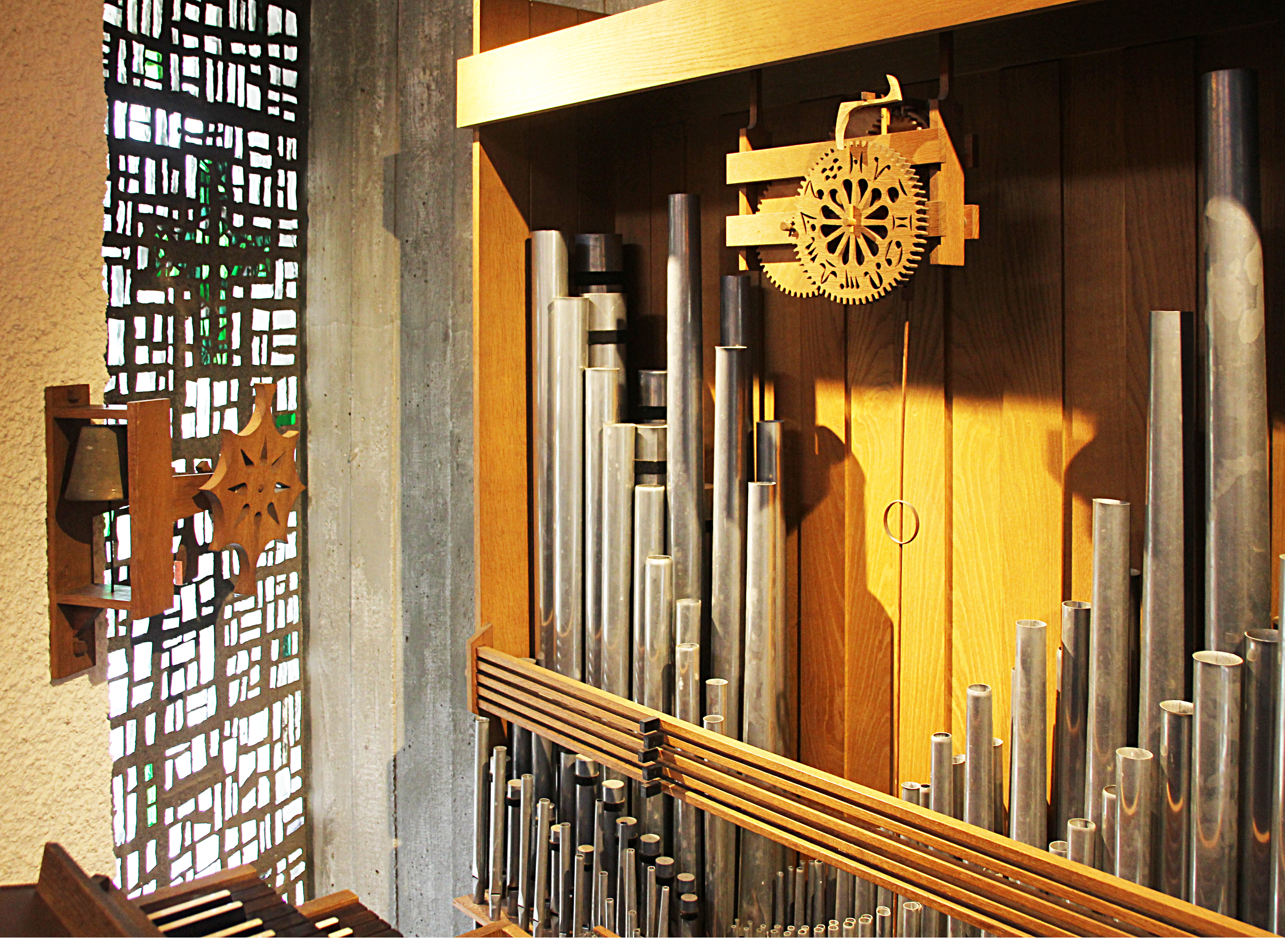
Orgel

Unter der Turmspitze steht im Inneren mittig der Altar, der die Siebenzahl der Symbolorte vervollständigt. An den sechs Ecken des Gebäudes sind durch das Hinausziehen der Ecken Nischen entstanden, die unter anderem Symbole der vier Elemente enthalten. In einer der Nischen ist eine kleine Orgel untergebracht, als Opus 7 von Orgelbau Rohlf im Jahr 1969 gebaut. Sie hat neun Register auf zwei Manualen und Pedal.
Die thematischen Steinskulpturen schuf Helmut Lutz, die Buntglasfenster entwarf Alfred Riedel. Der Crucifixus über dem Altar und die Muttergottesstatue sind alte Holzschnitzarbeiten. Im Fußboden ist ein Sator-Quadrat eingelassen. Daneben sind Mitglieder der Stifterfamilie bestattet.

## Umgebung
Vor der Kapelle bilden eine Sonnenuhr als „Himmelskugel“ mit Evangelisten- und Sternzeichensymbolen sowie ein sechseckiger Brunnen ein zusätzliches Bedeutungsensemble.

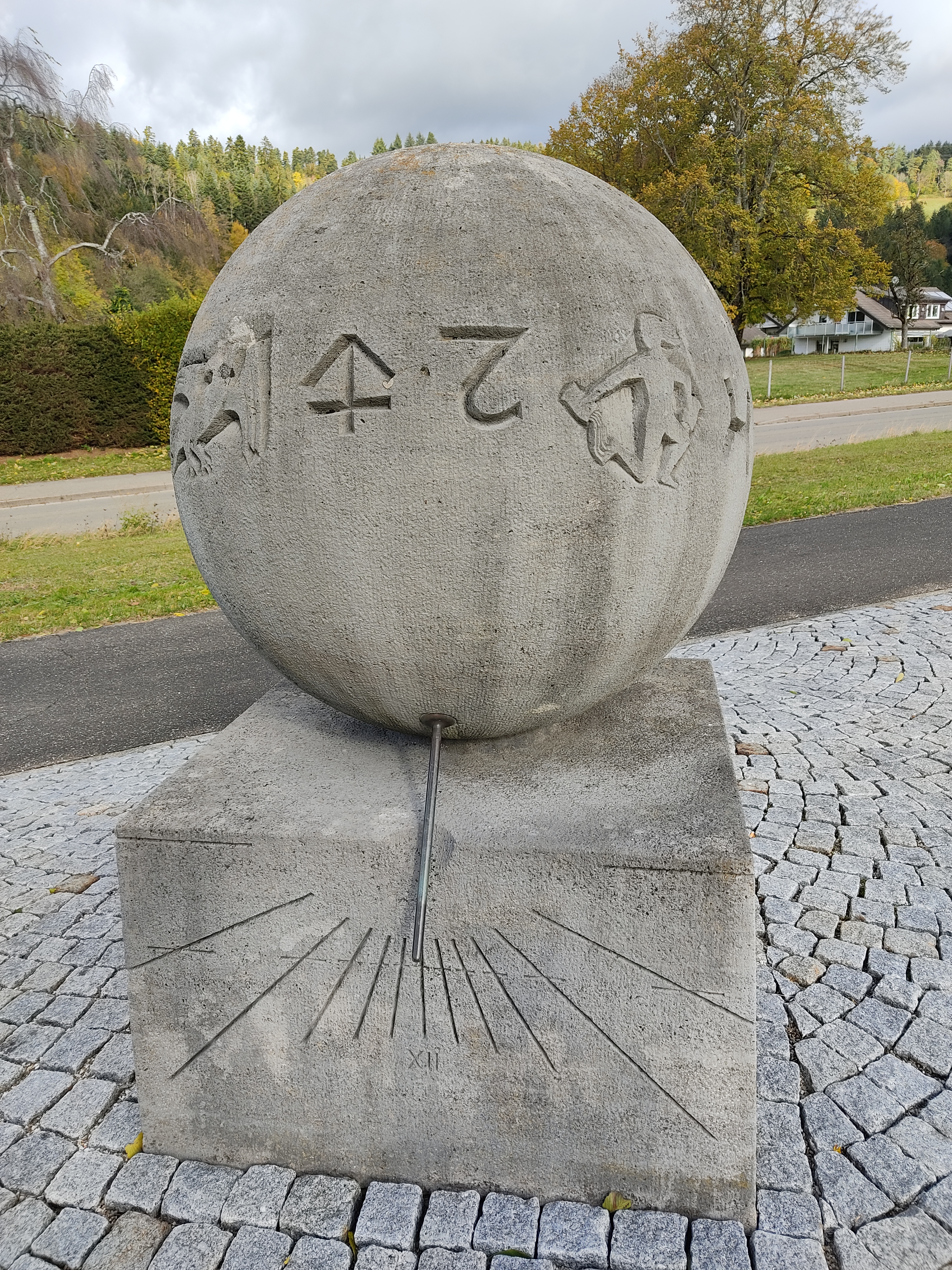
Sonnenuhr, Südansicht
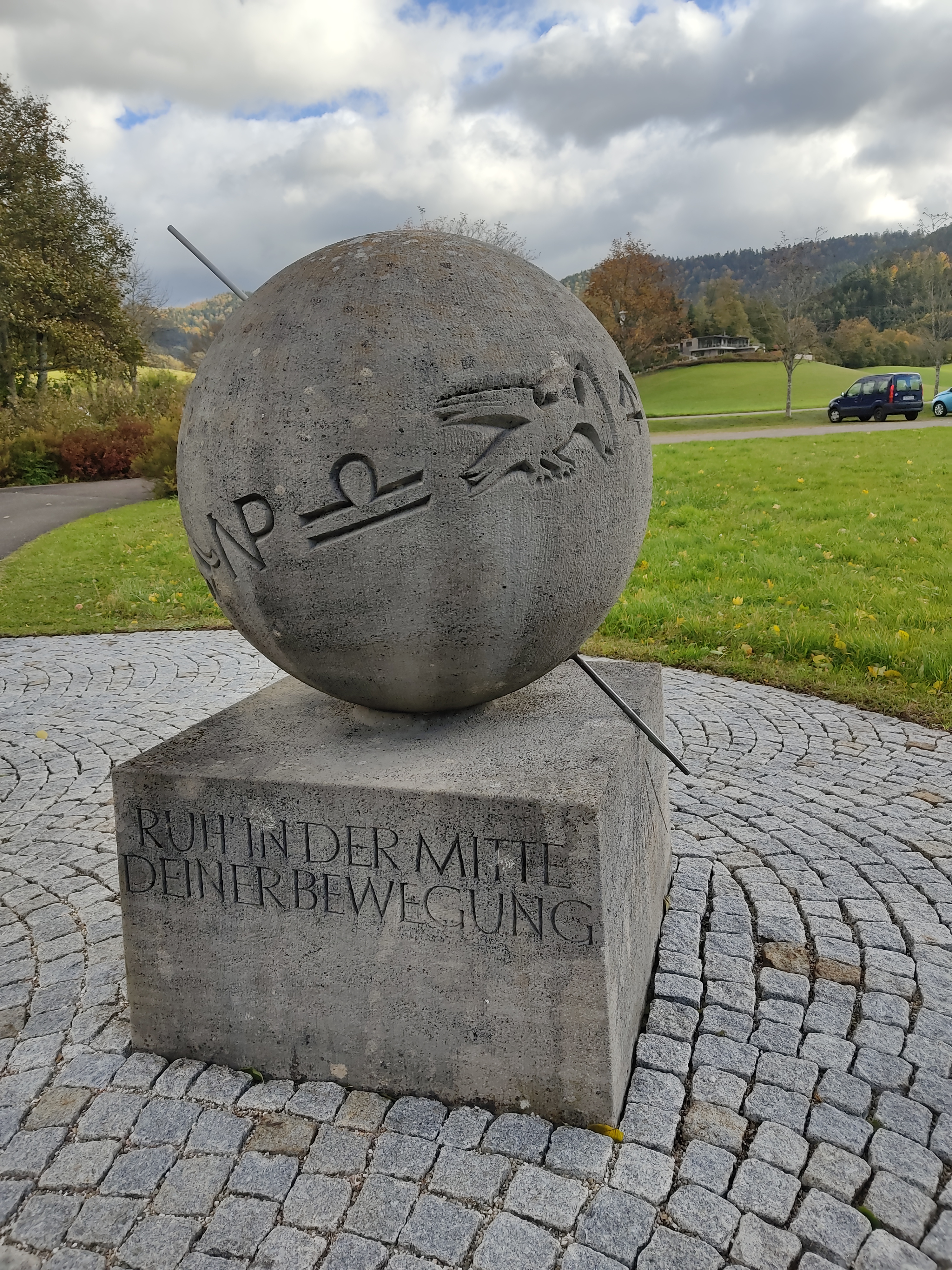
Sonnenuhr, Westansicht
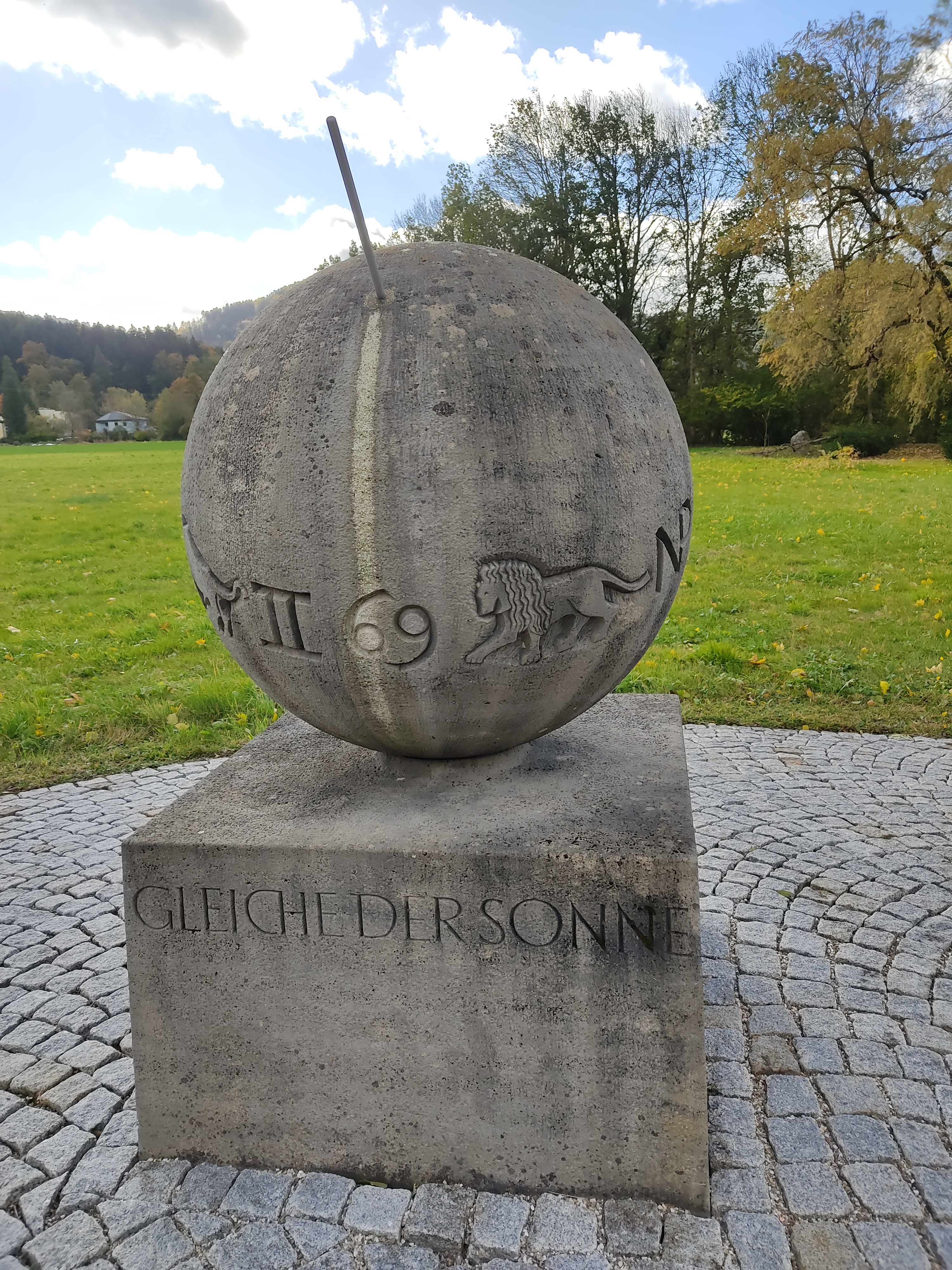
Sonnenuhr, Nordansicht
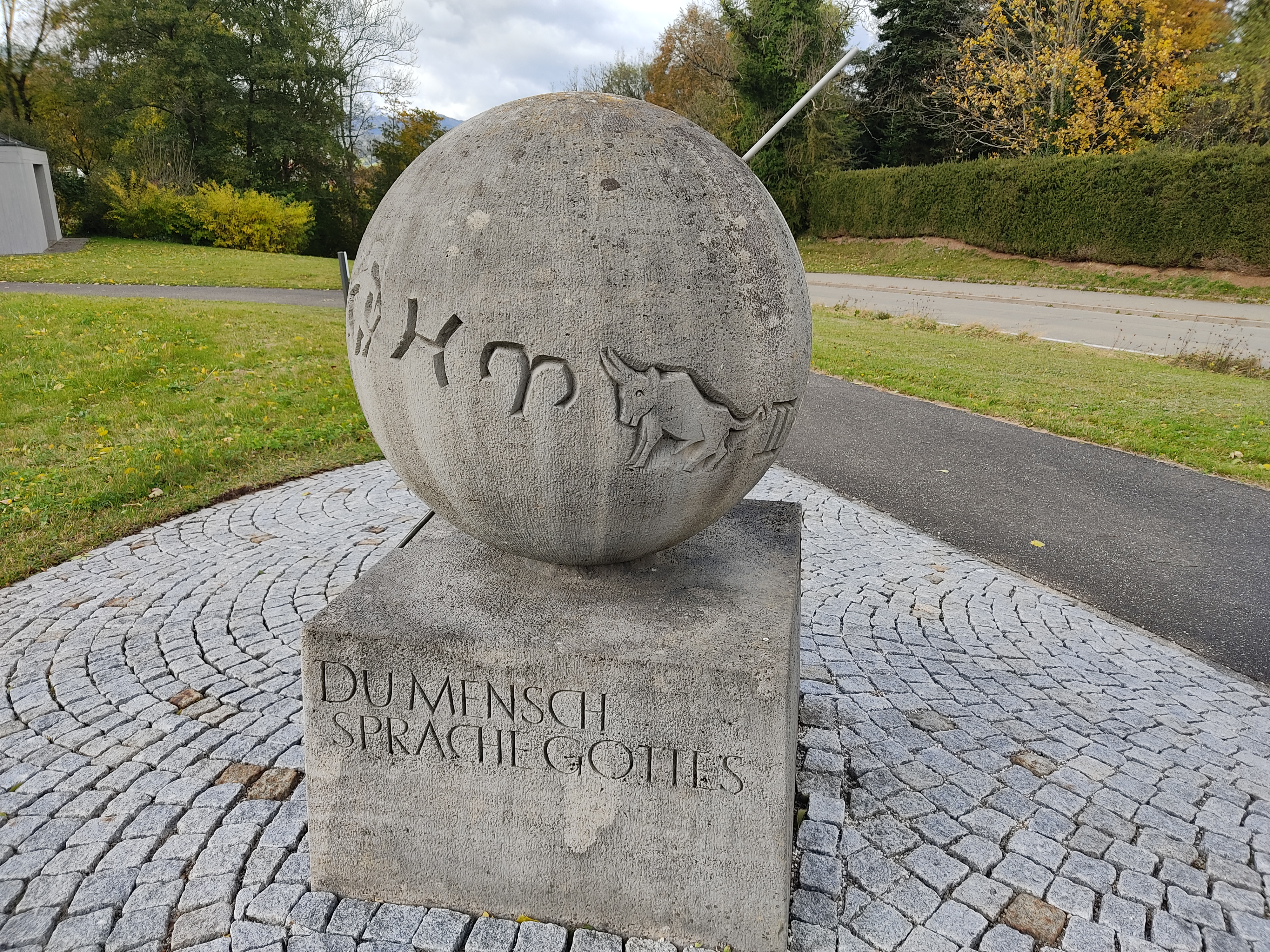
Sonnenuhr, Ostansicht
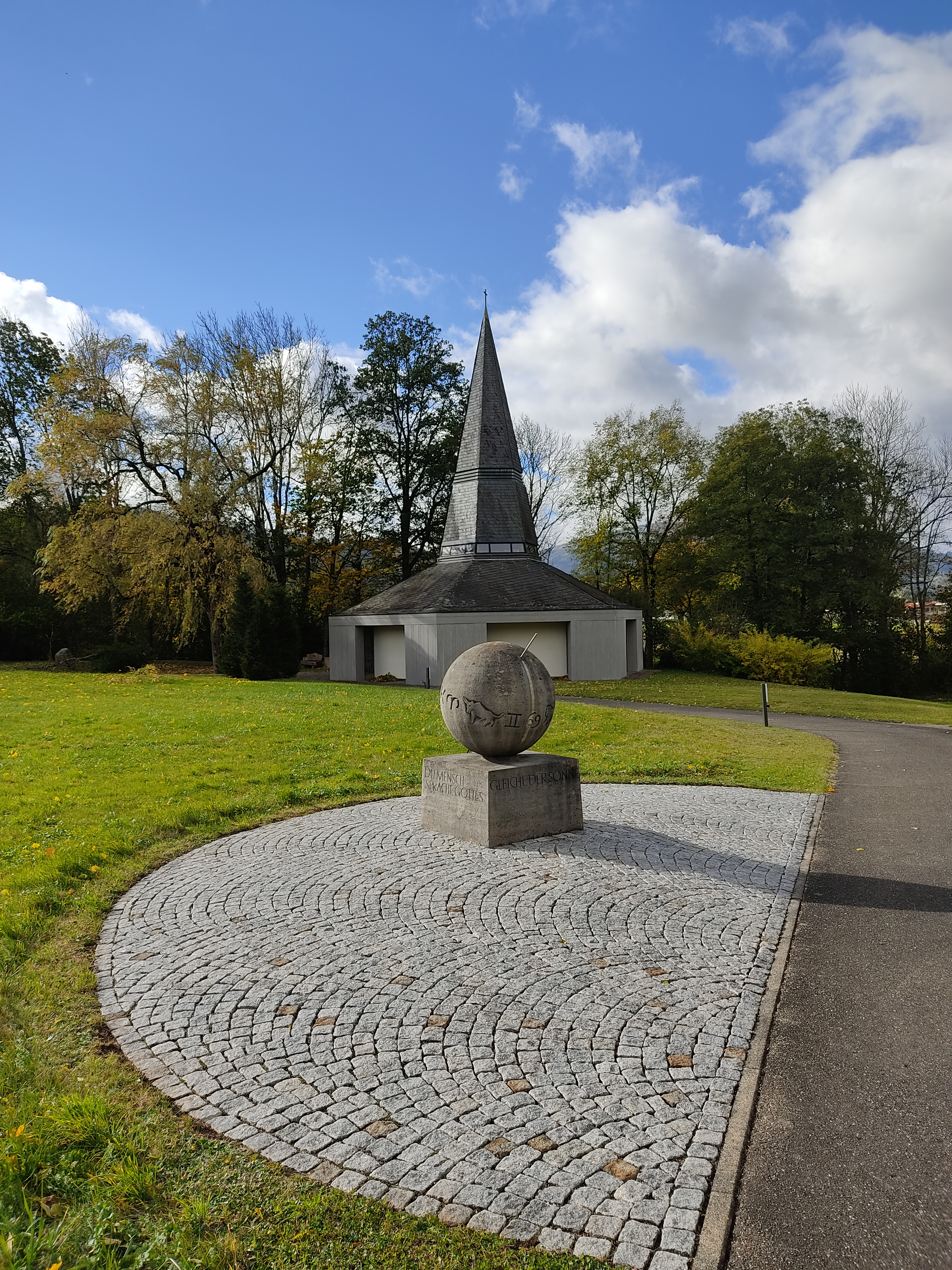
Gesamtansicht